# 071형 수송함
071형 상륙수송선거함, 정식명칭 071형 종합등륙함(중국어 간체자: 071型综合登陆舰)은 중국 인민해방군 해군의 상륙수송선거함이다. 북대서양 조약기구는 코드명 유자오급으로 구분한다.

## 같이 보기
- USS 샌 안토니오급 수송함
- 오스미급 수송함
- 독도급 대형수송함